# 三重県道706号東黒部早馬瀬線
三重県道706号東黒部早馬瀬線（みえけんどう706ごう ひがしくろべはやまぜせん）は三重県松阪市内を通る一般県道である。南北方向に結ぶ地域の生活道路である。

## 概要

### 路線データ
- 起点：松阪市東黒部町字川原470の1番地先[2]
- 終点：松阪市早馬瀬町字下通267-1番地先[2]（櫛田橋南詰交差点）
- 実延長：6,680m
- 路線認定：1959年（昭和34年）1月25日[1]
- 重複区間：なし

## 利用状況
平日12時間交通量
| 地点         | 交通量 |
| 松阪市魚見町 | 934台  |

- 1963年（昭和38年）2月1日に車両制限令第5条第1項に基づき「自動車の交通量がきわめて少ないと認める道路」に全線に相当する以下の区間が指定された[4]。
  - 松阪市東黒部字川原（県道大淀東黒部松阪線交点）から松阪市早馬瀬字下通まで
- 路線バスは運行されていない。

## 地理

### 通過する自治体
- 三重県松阪市

### 接続する道路
- 三重県道705号大淀東黒部松阪線：起点
- 国道23号南勢バイパス：松阪市東黒部町（東黒部交差点）
- 三重県道60号伊勢松阪線：松阪市魚見町（魚見町交差点）
- 近鉄山田線：松阪市早馬瀬町
- 三重県道37号鳥羽松阪線：終点

### 沿線
- 中川
- 魚見神社
- 藤八翁頌徳碑
- 浄土宗来迎寺
- 松阪興産高木工場

## 参考資料
- 『県別マップル24 三重県道路地図』昭文社、2009年3版1刷発行、ISBN 978-4-398-62474-1 、92pp.（52,54ページを参照）